# 1480-ті

## Події
- 1488—1490 — напади татар на Київщину, Волинь, Галичину;

## Народились
- Народились 148
- Народились 1480
- Народились 1481
- Народились 1482
- Народились 1483
- Народились 1484
- Народились 1485
- Народились 1486
- Народились 1487
- Народились 1488
- Народились 1489
- Народились 148 до н. е.

## Померли
- Померли 148
- Померли 1480
- Померли 1481
- Померли 1482
- Померли 1483
- Померли 1484
- Померли 1485
- Померли 1486
- Померли 1487
- Померли 1488
- Померли 1489
- Померли 148 до н. е.